# Aleksandar Atanacković
Aleksandar Atanacković   (Belgrad, 29 d'abril de 1920 - Belgrad, 12 de març de 2005) fou un futbolista serbi que va competir sota bandera iugoslava durant les dècades de 1940 i 1950. Jugava de migcampista.
El 1948 va prendre part en els Jocs Olímpics d'Estiu de Berlín, on guanyà la medalla de plata en la competició de futbol. Entre 1946 i 1950 jugà 15 partits amb la selecció iugoslava, en què marxà 1 gol. Jugà la Copa del Món de futbol de 1950.
A nivell de clubs jugà al SK Jugoslavija i al FK Partizan (1946-1954). Una vegada retirat va exercir d'entrenador al Partizan (1964), Sarajevo (1965-1966) i Budućnost Titograd (1967-1968).